# Leena Günther
Leena Günther (ur. 16 kwietnia 1991) – niemiecka lekkoatletka specjalizująca się w biegach sprinterskich.
Podczas młodzieżowych mistrzostw Europy w 2011 zdobyła srebrny medal w biegu na 100 metrów po dyskwalifikacji za doping drugiej na mecie Ukrainki Darii Piżankowej. Mistrzyni Europy w biegu rozstawnym 4 × 100 metrów z 2012. Weszła także w skład niemieckiej sztafety 4 × 100 metrów, która podczas igrzysk olimpijskich w Londynie zajęła 5. lokatę. W 2013 zdobyła złoto młodzieżowych mistrzostw Europy w sztafecie 4 × 100 metrów.
Medalistka mistrzostw Niemiec.
Rekordy życiowe:
- bieg na 60 metrów (hala) – 7,34 (26 lutego 2011, Lipsk)
- bieg na 100 metrów – 11,33 (13 sierpnia 2011, Mannheim)
- bieg na 200 metrów – 23,64 (24 lipca 2011, Kassel)

## Największe osiągnięcia
| Rok  | Impreza                        | Miejsce  | Konkurencja        | Lokata     | Wynik |
| ---- | ------------------------------ | -------- | ------------------ | ---------- | ----- |
| 2009 | Mistrzostwa Europy juniorów    | Nowy Sad | sztafeta 4 × 100 m | 1. miejsce | 44,86 |
| 2010 | Mistrzostwa świata juniorów    | Moncton  | sztafeta 4 × 100 m | 2. miejsce | 43,74 |
| 2011 | Młodzieżowe mistrzostwa Europy | Ostrawa  | bieg na 100 m      | 2. miejsce | 11,75 |
| 2012 | Mistrzostwa Europy             | Helsinki | sztafeta 4 × 100 m | 1. miejsce | 42,51 |
| 2012 | Igrzyska olimpijskie           | Londyn   | sztafeta 4 × 100 m | 6. miejsce | 42,67 |
| 2013 | Młodzieżowe mistrzostwa Europy | Tampere  | sztafeta 4 × 100 m | 1. miejsce | 43,29 |